# Avdótia Istómina
Avdótia Ilínitxna Istómina, coneguda com a Evdókia (1799-1848) va ser la ballarina russa més famosa del segle xix.
Es va quedar òrfena molt d'hora. Però va tenir sort: va ser acceptada a l'Escola de Teatre Imperial, on els nens podien viure en completa seguretat. Va ser alumna de Charles Didelot, va debutar al Ballet Imperial Rus en 1815 amb gran èxit immediatament. Diverses homes van morir el duel del seu cor, i el seu honor va ser defensat en el duel per quatre (1817): el comte Zavadovsky assassinat pel comte Xeremetev, mentre que el Iakubóvitx decembrista va disparar a través d'un palmell de la mà del dramaturg Aleksandr Griboiédov. El seu ball és l'assumpte d'una brillant estrofa a Eugene Onegin, que va ser descrit per Vladimir Nabokov, com les línies més mel·líflues en el conjunt de la poesia russa.
Va ballar gairebé tots els papers principals en ballets de Didelot. Es va convertir en la primera ballarina russa en punta. Va servir al Ballet Imperial durant vint anys. Es va casar amb un jove actor, però va morir aviat. Al final de la seva vida es va casar una vegada més, amb l'actor Pàvel Ekunin. En aquest moment ella no va dur a terme els papers principals i el seu salari es va reduir a la meitat. En la temporada 1835/1836 que han estat ferits durant l'execució i va demanar que la deixés per al tractament. L'emperador Nicolau I de Rússia va veure aquesta petició i va escriure el següent ordre: a la desestimada. 30 gener 1836 Avdotia Istomina va entrar en escena per última vegada i van ballar una petita dansa russa.
Va morir de còlera el 26 de juny del 1848 a Sant Petersburg. Ningú va poder recordar-la com una ballarina famosa. La inscripció en la seva tomba: "Avdótia Ilínitxna Ekúnina, una actriu retirada".